# Echuca
Echuca (výslovnost: /ətʃUːkə / ə-CHOO-kə) je město na břehu řeky Murray a Campaspe ve státě Victoria v Austrálii. Ze severní strany hranice s Novým Jižním Walesem na druhém břehu řeky Murray k městu přiléhá město Moama.
Echuca leží v zemi původních obyvatel Yorta Yorta. Jméno města v jazyce Yorta Yorta znamená „setkání vod“. Echuca se nachází v blízkosti soutoku řek Goulburn, Campaspe a Murray. Jeho poloha v nejbližším bodě řeky Murray k Melbourne přispěla v 19. století k rozvoji města jako prosperujícího říčního přístavu.

## Dějiny
Povodí řeky Goulburn bylo tradiční zemí národa Yorta Yorta. Populace Yorta Yorta se před příchodem Evropanů odhaduje na přibližně 2400 lidí. Domorodci byli zbaveni své země a na okraji evropských osad postupně vymřeli.
Dnešní Echuca byla založena jednou z nejzajímavějších osobností raného koloniálního období, bývalým odsouzencem jménem Henry Hopwood. V roce 1850 koupil malou pramici na převoz lidí a zboží přes řeku Murray poblíž soutoku s Campaspe. Malá osada známá jako Hopwoodův trajekt se stala základem pozdějšího města Echuca. Hopwoodova přívozová pošta byla otevřena kolem roku 1854 a o rok později byla přejmenována na Poštovní úřad Echuca.

### Australský vnitrozemský přístav
Do 70. let 19. století se z města stal největší australský vnitrozemský přístav. Jako bod v nejkratší vzdálenosti mezi řekou Murray a hlavním městem Melbourne byla Echuca klíčovým říčním přístavem a železniční křižovatkou. Parní motorové čluny byly vykládány u 400 metrů dlouhého přístavního doku z ambroňového dřeva tzv. Echuca Wharf, odkud bylo zboží přepravováno po železnici do Melbourne. Nejčastějším nákladem byla vlna, pšenice, jiná zrna, hospodářská zvířata a dřevo. Přístaviště bylo zařazeno na Seznam australského národního dědictví.
Díky průmyslovému rozmachu rostla populace, v jednu chvíli přesahující 15 000 lidí, přičemž v okrese Echuca se údajně objevovalo více než sto hostinců. Železný most přes řeku Murray byl postaven v roce 1878.

### Úpadek
Expanze železničních tratí z Melbourne do většiny částí Victorie, stejně jako zkvalitnění silnic a nestálých říčních toků, to vše dohromady snížilo význam města. Hospodářská deprese a kolaps několika bank prakticky ukončily roli Echucy jako hlavního ekonomického centra a její obyvatelstvo se začalo stěhovat do jiných míst.

## Počet obyvatel

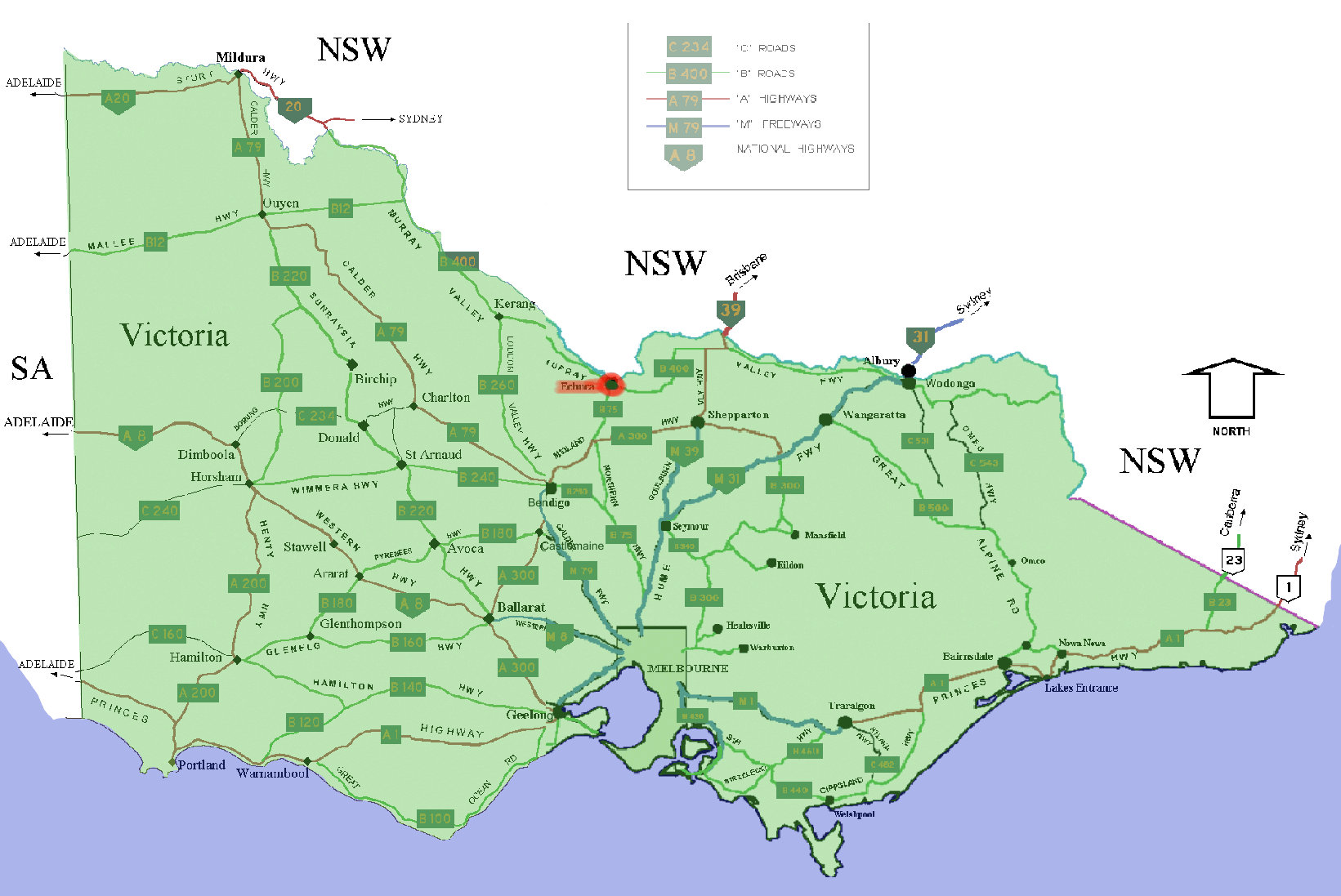

Při sčítání lidu v červnu 2018 bylo v Echuce 14 934 lidí.
- původní obyvatelé tvořili 3,5% populace.
- 84,7% lidí se narodilo v Austrálii, dalšími nejčastějšími zeměmi narození byly Anglie 1,8% a Nový Zéland 1,0%.
- 89,7% lidí mluví doma pouze anglicky.
- bez náboženství 30,7%, katolické 24,2% a anglikánské 16,8%

## Veřejná správa

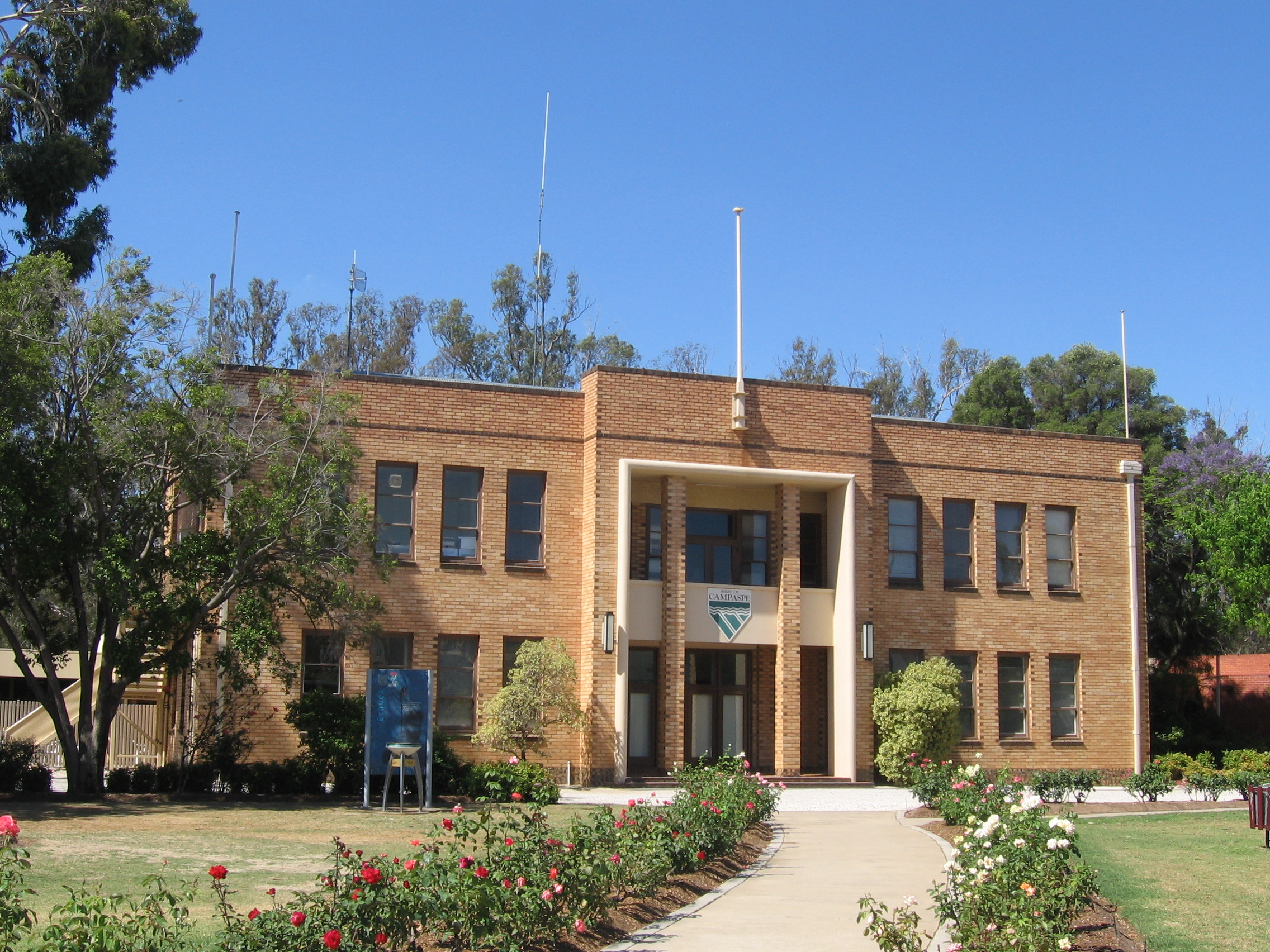
Budova rady hrabství Campaspe

Echuca je administrativní centrum pro Radu hrabství Campaspe.

## Ekonomika
Hlavními odvětvími jsou cestovní ruch a zemědělství. Turismus vydělává ročně pro ekonomiku města zhruba 250 milionů dolarů. Návštěvníky přitahuje jeho teplé klima, řeka Murray, rekreační atrakce a pamětihodnosti, z nichž některé se dostaly do povědomí veřejnosti románem Co přináší řeka autorky Nancy Cato, podle něhož byl natočen televizní seriál. Patří mezi ně přístav Echuca, který má největší fungující flotilu kolesových parníků na světě.

## Kultura

### Kolesové parníky

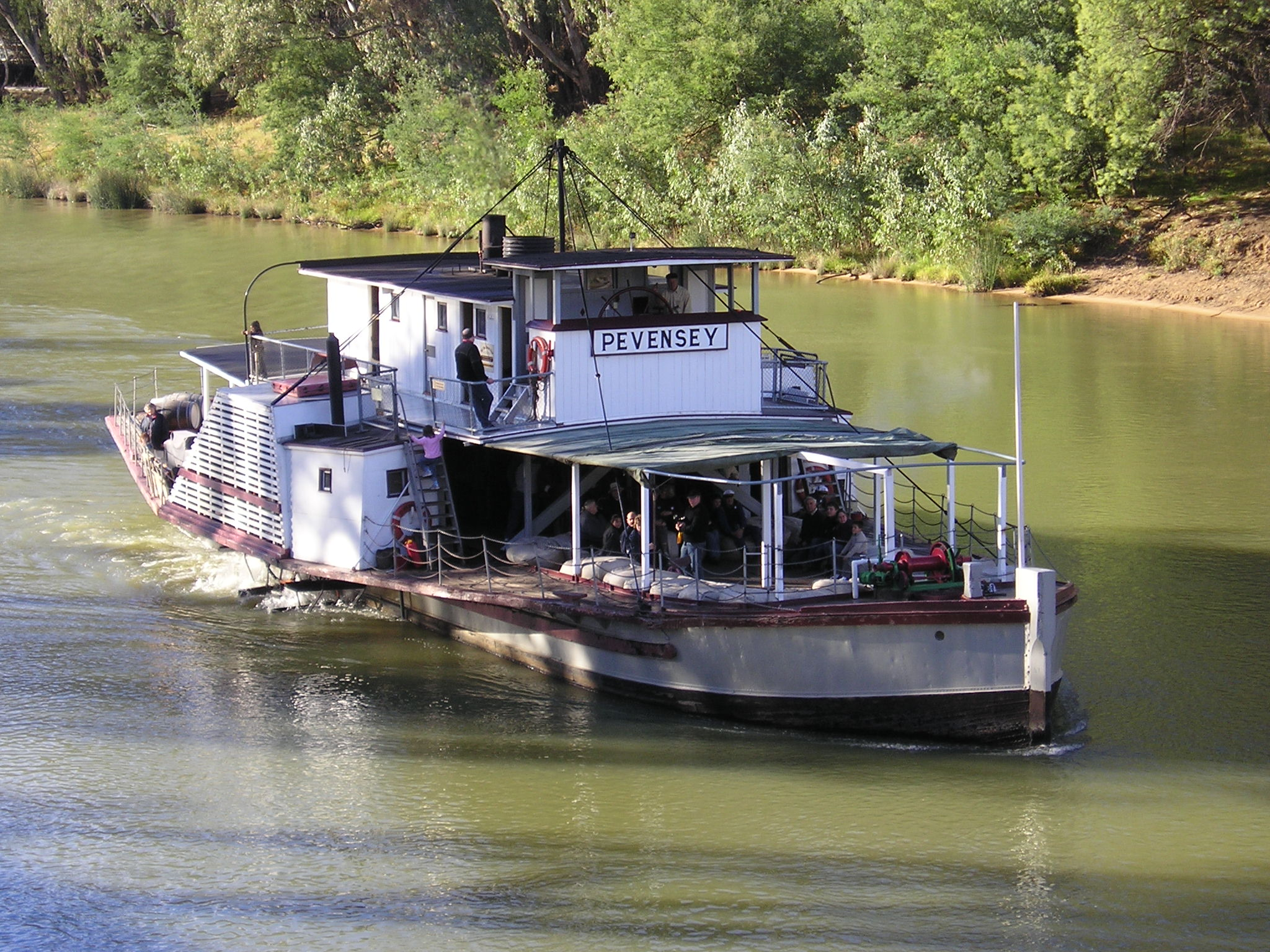
PS Pevensey

Přístav je domovem největší flotily kolesových parníků na světě, která zahrnuje nejstarší dřevěný lopatkový parník PS Adelaide sestrojený v roce 1866. Existuje několik historických plavidel plavících se po řece na každodenním komerčním základě, jako jsou PS Pevensey (1911, zahrál si parník Philadelphia v seriálu Co přináší řeka), PS Alexander Arbuthnot (1923), PS Adelaide (1866) se základnou v přístavišti a PS Emmylou (1906), PS Canberra (1913) a PV Pride of Murray (1924 jako těžařský člun C24) se základnou v Riverboat Dock, níže po proudu od hlavního přístaviště. Tyto lodě absolvují denně 4 až 6 hodinových plaveb, PS Emmylou nabízí obědy, večeře a vyhlídkové plavby. V Echuce je také řada soukromých kolesových parníků, včetně PS Hero, PS Henry Charles a bývalého misionářského parníku anglikánské církve PS Etona. V přístavu kotví i řada hausbótů, z nichž mnohé si lze pronajmout. MV Mary Ann (1981) funguje jako cestovní restaurace po celý rok.

### Akce a festivaly
Každoroční akce konané v Echuce zahrnují vodní závod Southern 80 (jižní osmdesátka), největší závod ve vodním lyžování na světě (únor), hudební festival Riverboats Music (únor), Echuca-Moama svatební Expo (květen), Echuca Rotary Steam, Průvod koní a kočárů (nejbližší víkend k narozeninám královny v červnu) a WinterBlues Festival (červenec).

### V populární kultuře
V roce 1984, australský televizní seriál Co přináší řeka natočený podle románu Nancy Cato v hlavních rolích se Sigridou Thorntonovou a Johnem Watersem, byl filmován ve městě a jeho okolí. Místní kolesové parníky PS Pevensey a PS Emmylou vystupovaly v seriálu jako PS Philadelphia a PS Providence. Vysílání této série kolem Austrálie a v zahraničí značně oživilo místní cestovní ruch.
V roce 1985 byly ve městě natočeny části australského televizního filmu Můj bratr Tom (podle románu Jamese Aldridge).

## Doprava

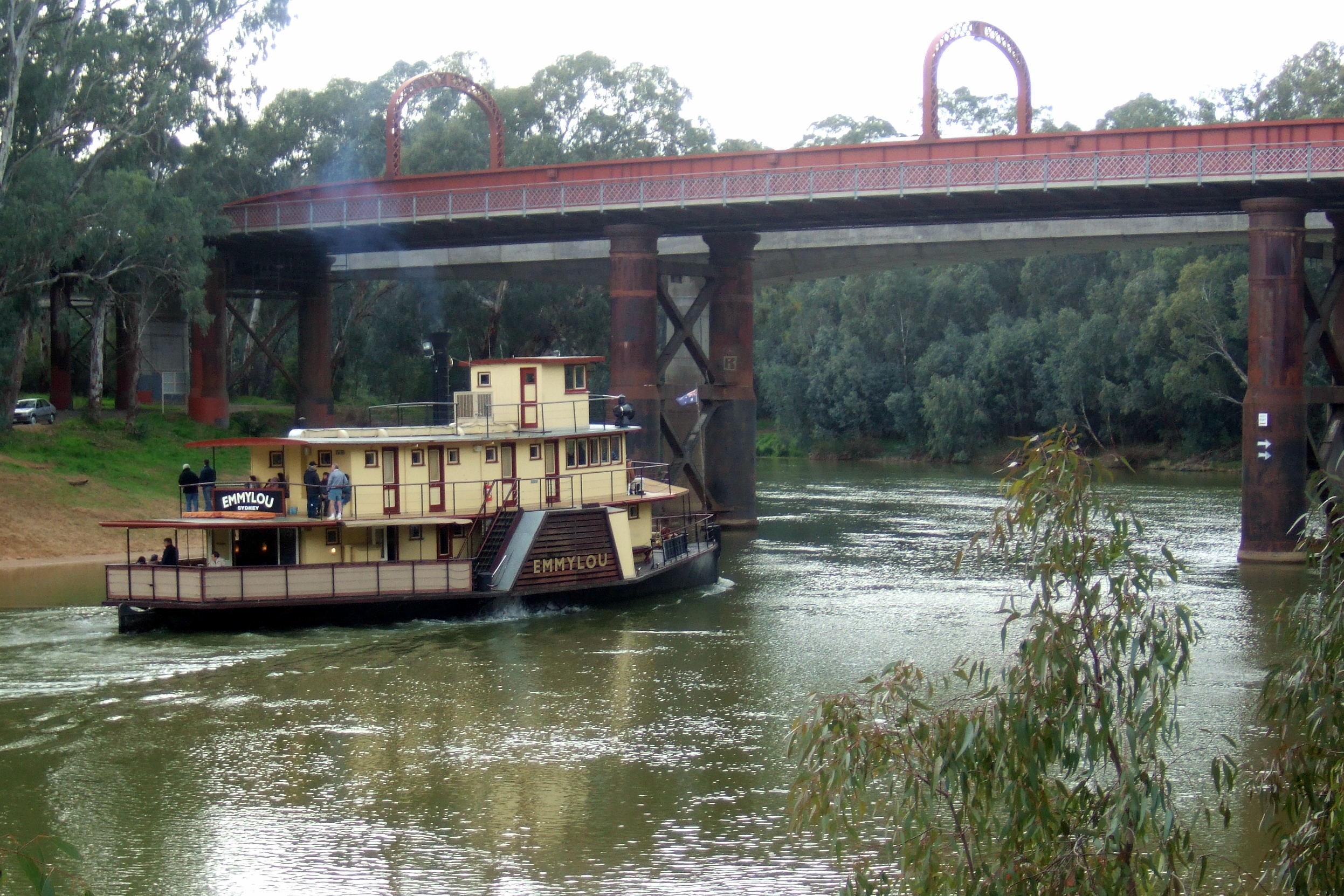
Silniční a železniční most Echuca-Moama

Echuca je přes řeku Murray spojena s Moamou silničním a železničním mostem Echuca-Moama, dokončeným v roce 1878. Na tomto mostě již nejezdí vlaky; vedle starého mostu, který je nyní určen pouze pro silniční vozidla, byl postaven nový železniční most.
V současné době se staví druhý most přes řeku Murray. Projekt má být dokončen v roce 2024.
Echuca-Moama Transit provozuje každou hodinu tři autobusové spoje na Echuca East, Echuca South a Moama. Konečnou stanicí je stará pošta Echuca na Hare Street. V/Line provozuje železniční linku z místní stanice do Melbourne přes Bendigo. Na jih od města je letiště Echuca.

## Vzdělávání

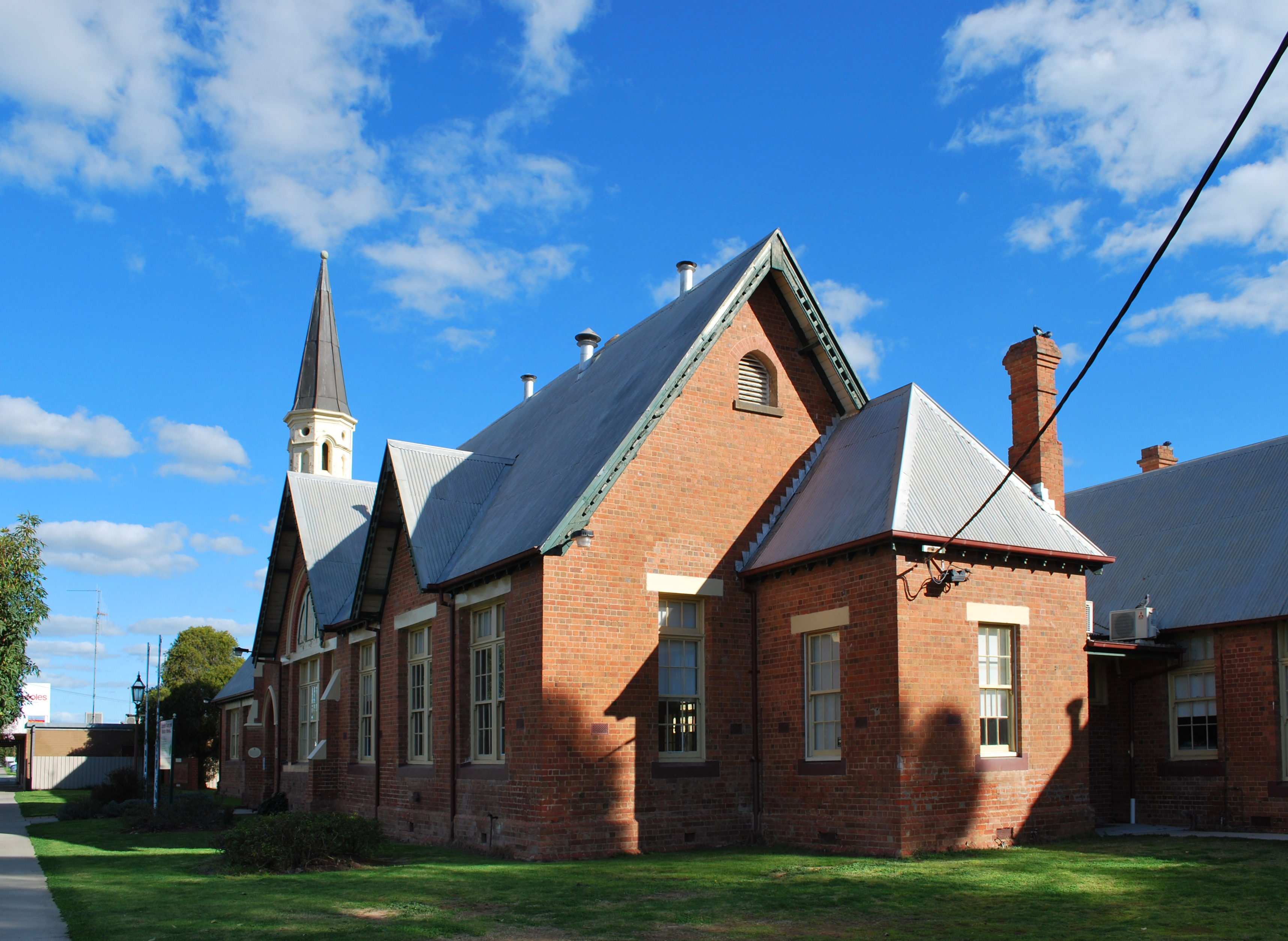
Historická budova základní školy Echuca

Ve městě je několik základních škol: Základní škola Echuca, Základní škola Echuca East, Speciální škola Echuca, Základní škola St. Mary's a nově vybudovaná Základní škola Twin Rivers (otevřena v roce 2018). Twin Rivers byl vytvořen sloučením bývalých základních škol Echuca West a Echuca South a sdílí budovu se specializovanou školou Echuca.
Echuca má dvě střední školy. Echuca College, státní střední škola, byla založena v roce 2006 sloučením Echuca Technical College a Echuca High School. St. Joseph's, katolická koedukační střední škola, sídlí v bývalém konventu sester brigidinek otevřeném v roce 1886. Moama Na anglikánském gymnáziu v Moamě studuje také řada místních studentů.
Bendigo TAFE (technické a další vzdělávání) má kampus v Echuce, který nabízí vzdělání až po diplomovou úroveň v různých oborech.

## Sport
Nejoblíbenější sport v Echuce je australský fotbal a netball a místní tým se jmenuje Murray Bombers. Hraje se také fotbal a hokej.
Je zde dostihový klub Echuca Racing Club, který organizuje kolem dvanácti závodů ročně, včetně Echuca Cup v březnu.
Vodní sporty:
- Plavání: Plavecký klub Echuca. 50 metrů krytý bazén.
- Waterskiing: závod Southern 80, který se koná v únoru, začíná u jezu Torrumbarry. Pořádá ho Moama Water Sports Club . Southern 80 se stala ikonou a dvoudenní akce láká do této oblasti více než 80 000 návštěvníků každý rok.
- Kanoistika

## Významní občané
- Herec a model Travis Fimmel.
- Henry Hopwood (1813–1869), zakladatel Echucy, se narodil v Boltonu v Lancashire v Anglii.

## Partnerské město (bývalé)
Partnerským městem bylo město Whitehorse v Yukonu, Kanada. V roce 2008 však Whitehorse ukončil partnerství kvůli „čistě formální povaze“.